# Janni Arnth
Janni Arnth Jensen, född 15 oktober 1986, är en dansk tidigare fotbollsspelare.

## Klubbkarriär
Arnth började spela fotboll i Outrup BK som femåring. 2002 gick hon till Varde IF. I Varde IF spelade Arnth totalt 64 A-lagsmatcher. I januari 2007 värvades Arnth av Fortuna Hjørring.
I augusti 2014 värvades Arnth av Linköpings FC, där hon skrev på ett 2,5-årskontrakt. I november 2016 förlängde Arnth sitt kontrakt i klubben med två år.
I november 2018 skrev hon på för Arsenal WFC, kontraktet började gälla 1 januari 2019. I augusti 2019 gick Arnth till Fiorentina. I september 2021 gick hon till skotska Rangers.

## Meriter
Fortuna Hjørring
- Elitedivisionen (2): 2009/2010, 2013/2014

 Linköpings FC
- Damallsvenskan (2): 2016, 2017
- Svenska cupen (2): 2013/2014, 2014/2015